# 이준석 (선장)
이준석(1945년 11월 12일~)은 세월호의 선장이다.

## 생애
20대에 선원생활을 시작해 33세이던 1977년 외항선 선원이 됐다. 처음으로 탔던 원목선이 오키나와 부근에서 전복되어 일본 항공자위대 헬기에 구조되었다고 한다. 17년간 외항선을 탄 뒤 연안 여객선 선장으로 다시 20년을 일했다. 2011년 4월 6일 오하마나 호에서 1등 항해사로 근무하고 있었다. 기관실 고장으로 배가 표류하는 사건이 있었다. 이 때도 후에 일어난 세월호 사건 같이 이준석은 "자리에서 대기하라"는 지시를 내렸던 것으로 알려졌다. 그리고 회항 이후 그 어떤 징계조치도 받지 않았으며, 사고 직후인 8일부터는 오히려 해당 여객선의 선장이 되었다는 것이 밝혀졌다.

### 세월호 침몰 사고 당시의 행적
2014년 4월 16일 (당시 69세)1급 항해사 자격을 가진 선장으로 세월호를 운항하다 침몰 사고가 일어났다. 선박이 침몰하고 있음에도 불구하고 혼자 빠져나갔다.
이 사고로 이준석 선장은 부작위 살인죄와 유기치사·상, 업무상과실 선박매몰, 해양환경관리법, 선원법 등으로 기소됐다. 1심에서는 살인죄가 인정되지 않아 징역 36년이 선고됐지만 2015년 4월 28일 항소심에서는 살인죄가 인정돼 무기징역을 선고 받았고, 2015년 11월 12일 (당시 70세)대법원에서 무기징역이 확정되었다. 지금은 전라남도 순천교도소에서 거주하고 있으며 무기징역이 되어 출소는 불가능하다.